# (36020) 1999 NL48
1999 NL48 (asteroide 36020) é um asteroide da cintura principal. Possui uma excentricidade de 0.10405460 e uma inclinação de 11.00949º.
Este asteroide foi descoberto no dia 13 de julho de 1999 por LINEAR em Socorro.